# 厄于斯泰因·席尔默
厄于斯泰因·席尔默（挪威語：Øistein Schirmer，1879年4月11日—1947年5月24日），挪威男子竞技体操运动员。他曾代表挪威获得1912年夏季奥运会体操比赛男子团体自由式金牌。他于1947年在拉尔维克去世。